# Herpelidae
Herpelidae – rodzina płazów z rzędu płazów beznogich (Gymnophiona).

## Zasięg występowania
Rodzaj obejmuje gatunki występujące od południowo-wschodniej Nigerii na wschód do zachodniej Republiki Środkowoafrykańskiej i na południe do skrajnie zachodniej Demokratycznej Republiki Konga i prawdopodobnie do sąsiedniej ekslawy Kabinda należącej do Angoli, ponadto w Tanzanii, Kenii, Rwandzie i Malawi, być może w Ugandzie, Zambii i Burundi.

## Systematyka

### Podział systematyczny
Do rodziny należą następujące rodzaje:
- Boulengerula Tornier, 1896
- Herpele Peters, 1880